# جيريمياه كيك
جيريمياه كيك هو محامي وقاضي وسياسي أمريكي، ولد في 9 نوفمبر 1845، وتوفي في 31 يوليو 1930. نشط حزبياً في الحزب الجمهوري. وقد انتخب عضو مجلس ولاية نيويورك ‏.